# 빅파일 MSL 2010
빅파일 MSL 2010(Bigfile MSL 2010)은 20차 MSL이며 KPGA 투어까지 포함하면 28번째 MSL이다.

## 리그기간
2010년 7월 1일 ~ 2010년 8월 28일

## 대회 개요
- 스폰서 캐치프레이즈: 깨끗한 승부, 깨끗한 컨텐츠 빅파일

## 후원
'빅파일'의 마케팅 담당자는 “13-30세대의 대표적인 문화콘텐츠인 e스포츠에 대한 후원을 진행하게 되어 기쁘게 생각하며, 이번 MSL 공식 후원을 통해 업계 선두주자로서의 입지를 다지고 브랜드 역량을 강화하는 발판으로 삼고자 한다"고 밝히며 “이번 MSL시즌은 온라인 콘텐츠 유통의 선두주자 빅파일과 E스포츠의 대표리그 MSL과의 만남으로 역대 최대의 리그가 탄생할 것이며 ‘깨끗한 승부, 깨끗한 콘텐츠’ 라는 슬로건에 맞도록 그 어느 시즌보다 내실을 추구하는 리그로 만들겠다”며 포부를 내보였다.

### 대회 방식

#### 조지명식
- MSL 출전 선수는 지난 시즌 시드권자 8인과 서바이버 토너먼트를 통해 올라온 24인 총 32명으로 구성되며, 조지명식은 프링글스 MSL 시즌 1부터 적용된 스틸 드래프트 방식으로 진행한다. 하지만 NATE MSL에서 진행됐던 변경된 스틸 드래프트 방식을 폐지하고 기존의 드래프트 방식으로 돌아갔다. 이로써 순위 9~32위의 선수는 시드권자에 의한 자유로운 조 이동이 가능해졌다. 순위 32위부터 9위까지의 선수는 대진표에 원하는 자리에 자신의 이름표를 붙이고 1번 시드인 이영호는 최대 3번, 2번 시드인 이제동은 최대 2번, 그 밑 3번~8번 시드는 최대 1번의 대진표를 바꿀 수 있게 된다.

- 지난 시즌 MSL 우승자이자 1번 시드인 이영호는 '중간 지명권'이 폐지되고 자신의 차례에서 최대 세 번 대진표를 바꿀 수 있다. 또한 2번 시드인 이제동은 최대 2번의 대진표 변경이 가능하다. 조지명 순서는 시드권자는 시드권 순위로 나머지 24인은 MSL성적과 MSL 진출횟수, MBC게임 개인리그 다승/승률, KeSPA 랭킹을 토대로 결정한다.

- 조지명순서 <시드별 지명권한>
  - 17~32번 시드- 빈 자리 중 자신의 자리 선택
  - 9~16번 시드 - 자신의 상대만 1회 변경 가능
  - 8~3번 시드- 대진표를 최대 한 번 변경 가능
  - 2번 시드- 대진표를 최대 두 번 변경 가능
  - 1번 시드- 대진표를 최대 세 번 변경 가능

### 대회 일정
- 조지명식 : 2010년 6월 24일
- 32강 : 2010년 7월 1일 ~ 7월 15일
- 16강 : 2010년 7월 22일 ~ 7월 31일
- 8강 : 2010년 8월 5일 ~ 8월 14일
- 4강 : 2010년 8월 19일, 8월 21일
- 결승전 : 2010년 8월 28일

### 상금
- 상금규모 - 총 1억 1600만원
- 우승 - 5000만원
- 준우승 - 2000만원
- 32강에 진출한 모든 선수를 차등 지급한다.

### 경기장
- 본선 : 문래동 Loox 히어로 센터
- 결승전 : 인천삼산월드체육관

## 맵
- 오드아이 3(2인용) : NATE MSL 2009부터 사용한 오드아이의 세 번째 수정버전으로 앞마당 자원과 지형의 수정이 가해졌다.
- 트라이애슬론(3인용) : 하나대투증권 MSL 2010부터 사용되었으며 수정 없이 그대로 사용된다.
- 프로리그 맵에서는 투혼과 폴라리스 랩소디가 사용된다.

## 리그 BGM
- 오프닝 - Papa Roach - SOS
- 선수 소개- Alter Bridge - Metalingus

## 서바이버 토너먼트
- 원데이 듀얼방식으로 치러지며, 24명이 진출하였다.

| 1조    | 1조    | 2조    | 2조    | 3조    | 3조    | 4조    | 4조    |
| ------ | ------ | ------ | ------ | ------ | ------ | ------ | ------ |
| 김성대 | 우정호 | 김도우 | 박재혁 | 김구현 | 김상욱 | 신노열 | 김대엽 |
| 5조    | 5조    | 6조    | 6조    | 7조    | 7조    | 8조    | 8조    |
| 염보성 | 이승석 | 장윤철 | 정명훈 | 박지수 | 김명운 | 허영무 | 박상우 |
| 9조    | 9조    | 10조   | 10조   | 11조   | 11조   | 12조   | 12조   |
| 이재호 | 신동원 | 김택용 | 조병세 | 박수범 | 조일장 | 김정우 | 김윤중 |

## 스틸드래프트 순서
빈 자리 중 자신의 자리 선택
17.박재혁 - 18.조일장 - 19.김윤중 - 20.김정우 - 21.김대엽 - 22.김상욱 - 23.신동원 - 24.조병세 - 25.김성대 - 26.신노열 - 27.장윤철 - 28.우정호 - 29.김도우 - 30.이승석 - 31.박수범 - 32.박상우
자신의 상대만 1회 변경 가능
16.정명훈 - 15.김명운 - 14.이재호 - 13.박지수 - 12.김구현 - 11.염보성 - 10.허영무 - 9.김택용
대진표를 최대 한 번 변경 가능
8.전상욱 - 7.정종현 - 6.차명환 - 5.구성훈 - 4.윤용태 - 3.김윤환
- 2번 시드 이제동 - 대진표를 최대 두 번 변경 가능
- 1번 시드 이영호 - 대진표를 최대 세 번 변경 가능

## 32강
스틸 드래프트 방식으로 지명되었으며, 원데이 듀얼 방식으로 진행한다.
1,2,3,4번 시드는 각각 A조,B조,C조,D조에 배정되었고 5,6,7,8번 시드는 각각 H조,G조,F조,E조에 배정되었다.
| 조  | 1경기  | 1경기  | 2경기  | 2경기  | 승자전 | 승자전 | 패자전 | 패자전 | 최종전 | 최종전 |
| A조 | 이영호 | 김도우 | 김정우 | 이승석 | 이영호 | 김정우 | 김도우 | 이승석 | 이영호 | 이승석 |
| B조 | 이제동 | 박수범 | 조병세 | 신노열 | 이제동 | 신노열 | 조병세 | 박수범 | 조병세 | 신노열 |
| C조 | 김윤환 | 김택용 | 김성대 | 신동원 | 김택용 | 김성대 | 김윤환 | 신동원 | 김성대 | 김윤환 |
| D조 | 윤용태 | 박재혁 | 김상욱 | 박지수 | 박재혁 | 박지수 | 윤용태 | 김상욱 | 윤용태 | 박지수 |
| E조 | 전상욱 | 박상우 | 김윤중 | 우정호 | 전상욱 | 우정호 | 박상우 | 김윤중 | 전상욱 | 박상우 |
| F조 | 정종현 | 이재호 | 장윤철 | 김구현 | 이재호 | 김구현 | 정종현 | 장윤철 | 정종현 | 김구현 |
| G조 | 차명환 | 염보성 | 김명운 | 김대엽 | 염보성 | 김대엽 | 차명환 | 김명운 | 염보성 | 차명환 |
| H조 | 구성훈 | 조일장 | 정명훈 | 허영무 | 조일장 | 허영무 | 정명훈 | 구성훈 | 허영무 | 정명훈 |

## 16강 ~
- 8강부턴 KeSPA 랭킹에 의한 재배치가 이루어졌으므로 편의에 따라 보기 좋게 16강 조의 위치도 배정하였다.

|  | 16강전 | 16강전 |        |   | 8강전      | 8강전      |  |  | 준결승전 | 준결승전 |  |  | 결승전 | 결승전 |
|  |        |        |        |   |            |            |  |  |          |          |  |  |        |        |
|  |        |        |        |   |            |            |  |  |          |          |  |  |        |        |
|  |        |        |        |   |            |            |  |  |          |          |  |  |        |        |
|  | 우정호 | 0      |        |   |            |            |  |  |          |          |  |  |        |        |
|  | 우정호 | 0      |        |   |            |            |  |  |          |          |  |  |        |        |
|  | 이영호 | 2      |        |   |            |            |  |  |          |          |  |  |        |        |
|  | 이영호 | 2      | 이영호 | 3 |            |            |  |  |          |          |  |  |        |        |
|  |        |        | 이영호 | 3 |            |            |  |  |          |          |  |  |        |        |
|  |        | 박지수 | 0      |   |            |            |  |  |          |          |  |  |        |        |
|  | 조일장 | 박지수 | 0      | 1 |            |            |  |  |          |          |  |  |        |        |
|  | 조일장 |        |        | 1 |            |            |  |  |          |          |  |  |        |        |
|  | 박지수 | 2      |        |   |            |            |  |  |          |          |  |  |        |        |
|  | 박지수 | 2      | 이영호 | 3 |            |            |  |  |          |          |  |  |        |        |
|  |        |        | 이영호 | 3 |            |            |  |  |          |          |  |  |        |        |
|  |        | 정명훈 | 2      |   |            |            |  |  |          |          |  |  |        |        |
|  | 김대엽 | 정명훈 | 2      | 1 |            |            |  |  |          |          |  |  |        |        |
|  | 김대엽 |        |        | 1 |            |            |  |  |          |          |  |  |        |        |
|  | 김윤환 | 2      |        |   |            |            |  |  |          |          |  |  |        |        |
|  | 김윤환 | 2      | 김윤환 | 0 |            |            |  |  |          |          |  |  |        |        |
|  |        |        | 김윤환 | 0 |            |            |  |  |          |          |  |  |        |        |
|  |        | 정명훈 | 3      |   |            |            |  |  |          |          |  |  |        |        |
|  | 박재혁 | 정명훈 | 3      | 0 |            |            |  |  |          |          |  |  |        |        |
|  | 박재혁 |        |        | 0 |            |            |  |  |          |          |  |  |        |        |
|  | 정명훈 | 2      |        |   |            |            |  |  |          |          |  |  |        |        |
|  | 정명훈 | 2      | 이영호 | 3 |            |            |  |  |          |          |  |  |        |        |
|  |        |        | 이영호 | 3 |            |            |  |  |          |          |  |  |        |        |
|  |        | 이제동 | 2      |   |            |            |  |  |          |          |  |  |        |        |
|  | 신노열 | 이제동 | 2      | 1 |            |            |  |  |          |          |  |  |        |        |
|  | 신노열 |        |        | 1 |            |            |  |  |          |          |  |  |        |        |
|  | 이재호 | 2      |        |   |            |            |  |  |          |          |  |  |        |        |
|  | 이재호 | 2      | 이재호 | 3 |            |            |  |  |          |          |  |  |        |        |
|  |        |        | 이재호 | 3 |            |            |  |  |          |          |  |  |        |        |
|  |        | 김정우 | 1      |   |            |            |  |  |          |          |  |  |        |        |
|  | 전상욱 | 김정우 | 1      | 0 |            |            |  |  |          |          |  |  |        |        |
|  | 전상욱 |        |        | 0 |            |            |  |  |          |          |  |  |        |        |
|  | 김정우 | 2      |        |   |            |            |  |  |          |          |  |  |        |        |
|  | 김정우 | 2      | 이재호 | 2 |            |            |  |  |          |          |  |  |        |        |
|  |        |        | 이재호 | 2 |            |            |  |  |          |          |  |  |        |        |
|  |        | 이제동 | 3      |   | 3위 결정전 | 3위 결정전 |  |  |          |          |  |  |        |        |
|  | 염보성 | 이제동 | 3      | 2 | 3위 결정전 | 3위 결정전 |  |  |          |          |  |  |        |        |
|  | 염보성 |        |        | 2 |            |            |  |  |          |          |  |  |        |        |
|  | 김택용 | 0      |        |   |            |            |  |  |          |          |  |  |        |        |
|  | 김택용 | 0      | 염보성 | 1 |            |            |  |  |          |          |  |  |        |        |
|  |        |        | 염보성 | 1 |            |            |  |  |          |          |  |  |        |        |
|  |        | 이제동 | 3      |   |            |            |  |  |          |          |  |  |        |        |
|  | 김구현 | 이제동 | 3      | 1 |            |            |  |  |          |          |  |  |        |        |
|  | 김구현 |        |        | 1 |            |            |  |  |          |          |  |  |        |        |
|  | 이제동 | 2      |        |   |            |            |  |  |          |          |  |  |        |        |
|  | 이제동 | 2      |        |   |            |            |  |  |          |          |  |  |        |        |

## 특이사항
- 16강에서 프로토스 전멸
- 윤용태 연속 10회 MSL진출 공로패 수상
- 생애 첫 MSL 4강 진출 달성 (정명훈)
- 생애 첫 개인리그 4강 진출 달성 (이재호)
- 3연속 MSL 결승 진출 (이영호, 이제동)
- 4연속 MSL 4강 진출 달성 (이제동)
- 3시즌 연속 리쌍록 결승 (NATE MSL 2009, 하나대투증권 MSL, 빅파일 MSL 2010)
- 결승전 장소 변경:여의도 공원 → 인천 삼산월드체육관 (프로농구 인천 전자랜드 엘리펀츠의 홈 구장)
- 이영호 양대리그 대표 테란잡고 테란 최강 입증(8강 T박지수3-0승)-(4강 T정명훈3:2승)
- 이영호 2연속 MSL 우승
- 빅파일 MSL이 불법 대회로 적발되어 막을 내릴 처지에 놓였으나[1] 무사히 결승을 치름.
- 초대가수 : 걸스데이

## 대회 결과
우승 : 이영호 , 준우승 : 이제동, 3위 : 정명훈 · 이재호
- 정명훈 : 2승1패 + 2승 + 3승 + 2승3패 = 9승4패 (69.2%)
- 이재호 : 2승 + 2승1패 + 3승1패 + 2승3패 = 9승5패 (64.3%)